# Store Gud, vad skall jag göra
Store Gud, vad skall jag göra är en psalm i sju verser av Johan Åström som han skrev 1816.
Psalmen inleds 1819 med orden:
Store Gud, vad skall jag göra,
Att jag salig varda må?
Är jag vald att dig tillhöra,
Eller dömd från dig att gå?
Psalmen bearbetades senare, då de tre inledande verserna ströks. Det nya anslaget Till den himmel, som blir allas består av vers 4 till 7 och inleds 1935 med orden:
Till den himmel, som blir allas,,
Vilka Kristus höra till
Ingen är, som icke kallas
Ingen han borttappa vill.
Melodin är Vad kan dock min själ förnöja från 1697. Musiken är troligen svensk.

## Publicerad i
- 1819 års psalmbok som nr 163 med titeln "Store Gud, vad skall jag göra" under rubriken "Nådens ordning: Kallelsen, väckelsen, upplysningen".
- Sionstoner 1935 som nr 273 med titeln "Till den himmel som blir allas"
- 1937 års psalmbok som nr 255 med titeln "Till den himmel, som blir allas" under rubriken "Kallelse och upplysning"
- 1986 års psalmbok som nr 220 med titeln "Till den himmel, som blir allas" under rubriken "Kallelse".